# Pape Latyr Ndiaye
Pour les articles homonymes, voir N'Diaye.
Pape Latyr Ndiaye est un footballeur sénégalais né le 30 novembre 1977 à Dakar.
Il est le gardien de but de l'Union sportive de Ouakam de 2006 à 2014, et de l'équipe du Sénégal de football avec laquelle il ne compte aucune cape officielle. Néanmoins, il est régulièrement convoqué comme gardien remplaçant entre 2007 et 2012,.

## Palmarès
- Vainqueur de la Coupe du Sénégal en 2003 avec l'AS Douanes[4] et en 2006 avec l'Union sportive de Ouakam[5]
- Champion du Sénégal en 2011 avec l'Union sportive de Ouakam[1]